# Pavonia anisaster
Pavonia anisaster är en malvaväxtart som först beskrevs av Standley, och fick sitt nu gällande namn av P.A. Fryxell. Pavonia anisaster ingår i släktet påfågelsmalvor, och familjen malvaväxter. Inga underarter finns listade i Catalogue of Life.